# Bainville-sur-Madon
 Bainville-sur-Madon  là một xã của tỉnh Meurthe-et-Moselle, thuộc vùng Grand Est, đông bắc nước Pháp. Xã này nằm ở khu vực có độ cao trung bình 223 mét trên mực nước biển.
Sông Madon tạo thành phần lớn ranh giới phía đông.